# Makrofotografie

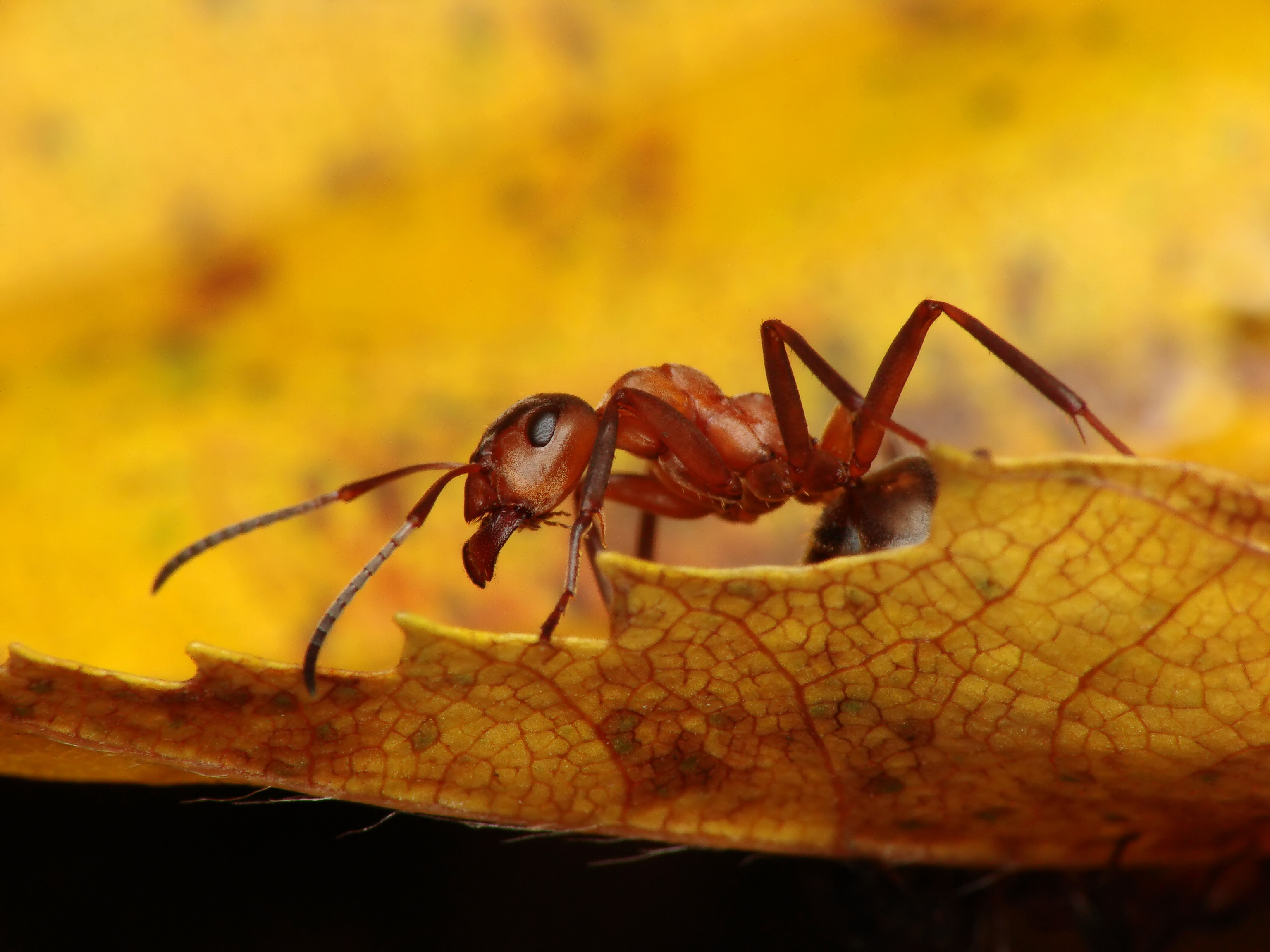
Makrofotografie

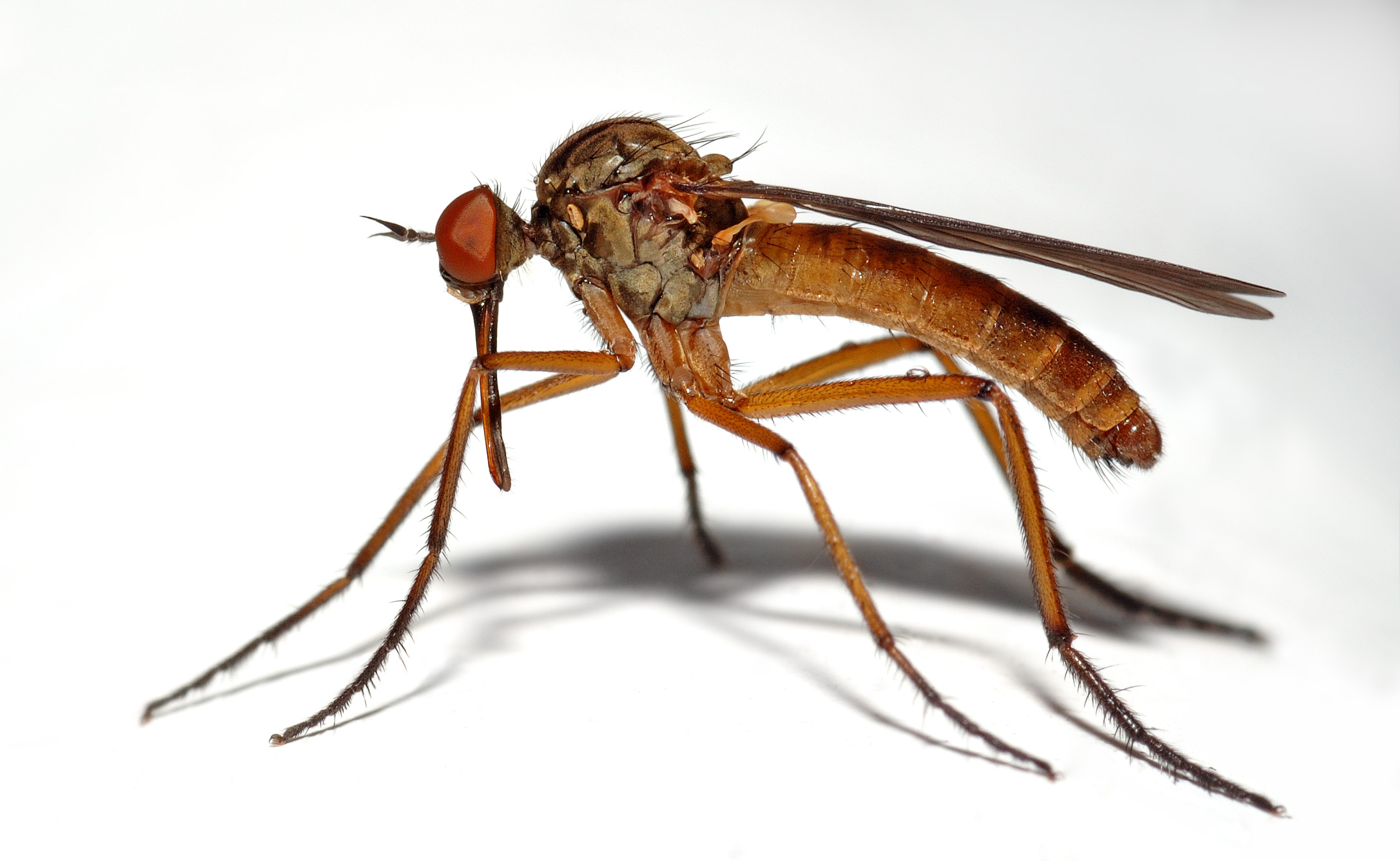
Das Sensorbild einer Tanzfliege ist in der Makrofotografie genauso groß wie das Insekt selbst.

In der Makrofotografie wird ein Objekt so vor der Kamera positioniert, dass es auf der Aufnahme sehr groß und detailliert wiedergegeben wird. Im engeren Sinne spricht man von Makrofotografie, wenn das Bild des Objekts auf dem Kamerasensor genauso groß erscheint wie das Objekt selbst; der Abbildungsmaßstab ist dann exakt 1, auch als 1:1 dargestellt. Dies ist auch der bei Makro-Objektiven häufig vorzufindende maximale Abbildungsmaßstab. Fotografie mit größeren Abbildungsmaßstäben, bei denen das Objekt auf dem Film (bzw. bei Digitalkameras den Sensoren) sehr viel größer abgebildet wird, bezeichnet man als Mikrofotografie. In der Norm DIN 19040 zählt alles im Maßstabsbereich zwischen 1:10 und 10:1 als Nah- bzw. Makroaufnahme.

## Werkzeuge
Normale Objektive werden oft mit dem Abbildungsmaßstab 1:10 konstruiert. Um größer abzubilden, muss man ein Balgengerät oder einen Zwischenring einsetzen.
Da die Abbildung in der optischen Berechnung des Objektivs nicht für den Nahbereich korrigiert ist, verbessert sich die Abbildungsleistung, wenn man das Objektiv umgekehrt betreibt. Mit einem Kupplungsring wird das Objektiv meist an seinem vorderen Filtergewinde angeschraubt.

### Makroobjektiv
Für Makrofotos benutzt man zumeist ein spezielles Makro-Objektiv: Es unterscheidet sich von anderen Objektiven durch einen erhöhten Abbildungsmaßstab (meist 1:1) und eine überdurchschnittlich hohe optische Abbildungsleistung im Nahbereich sowie auf Entfernung.

### Balgengerät

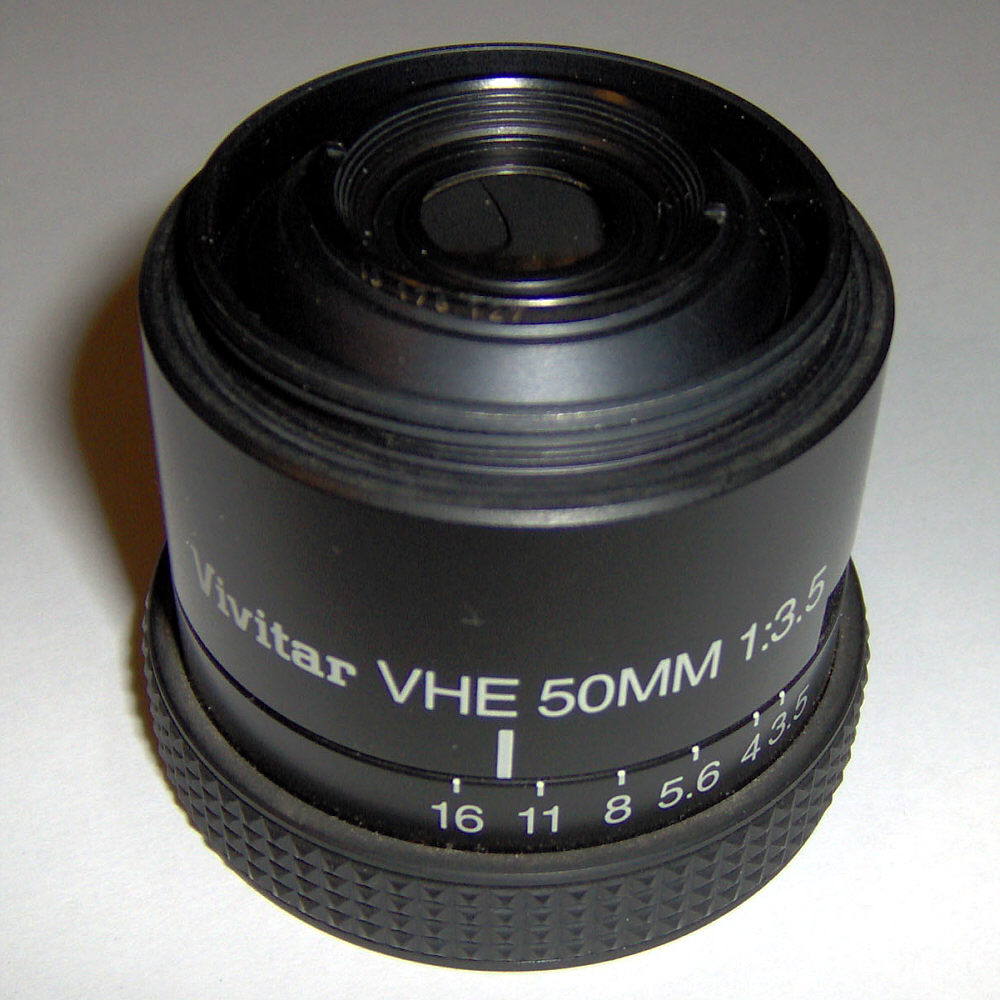
Vergrößerungsobjektiv

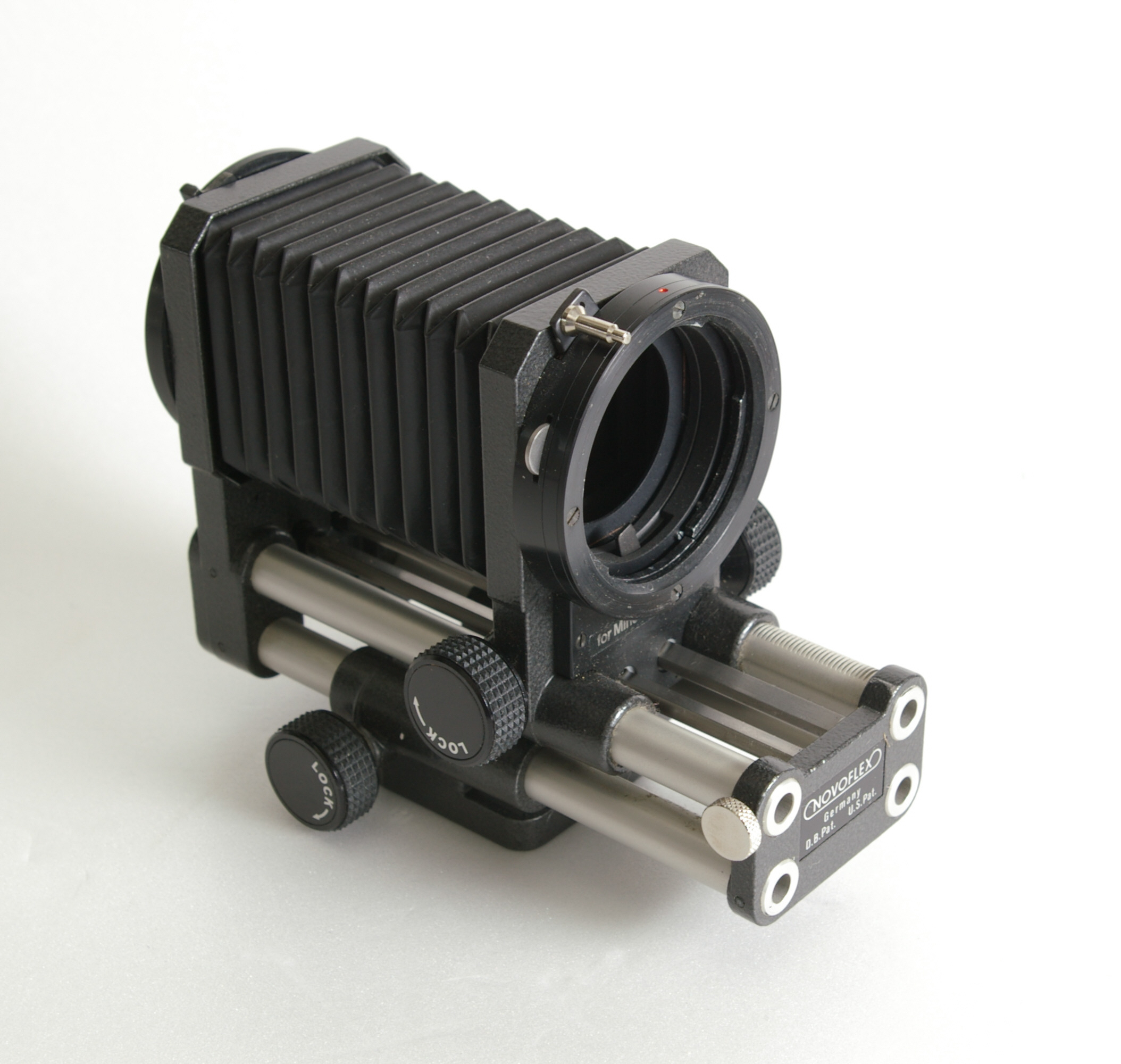
Balgengerät für Kleinbild-Spiegelreflexkameras

Die ursprünglichste Methode ist die Verwendung eines Balgengeräts, das bei einer Spiegelreflexkamera zwischen einem normalen Objektiv und dem Kameragehäuse montiert wird. Manche ältere Kameras und einige Mittelformatkameras haben einen solchen Balgen bereits eingebaut, bei Fachkameras ist die weite Verstellbarkeit des Objektivauszugs Standard. Die Verstellung per Balgen ist stufenlos und kann in der Regel mit unterschiedlichen Objektiven kombiniert werden.
Als Objektivköpfe an Balgengeräten haben sich auch Vergrößerungsobjektive bewährt, da diese für geringe Distanzen gerechnet sind. In der Regel wird dafür noch ein Adapter vom Balgengerät (z. B. M-42 oder Bajonett) auf M-39 - den gängigen Anschluss von Vergrößerungsgeräten benötigt.  Bei Vergrößerungsobjektiven mit beleuchteter Blendenskala ist eine Modifikation erforderlich, da es sonst zu Fremdlichteinfall kommen kann. Im einfachsten Fall deckt man dazu den internen Lichtleiter mit einem kleinen Stück lichtundurchlässigen Klebebands ab.

### Zwischenringe

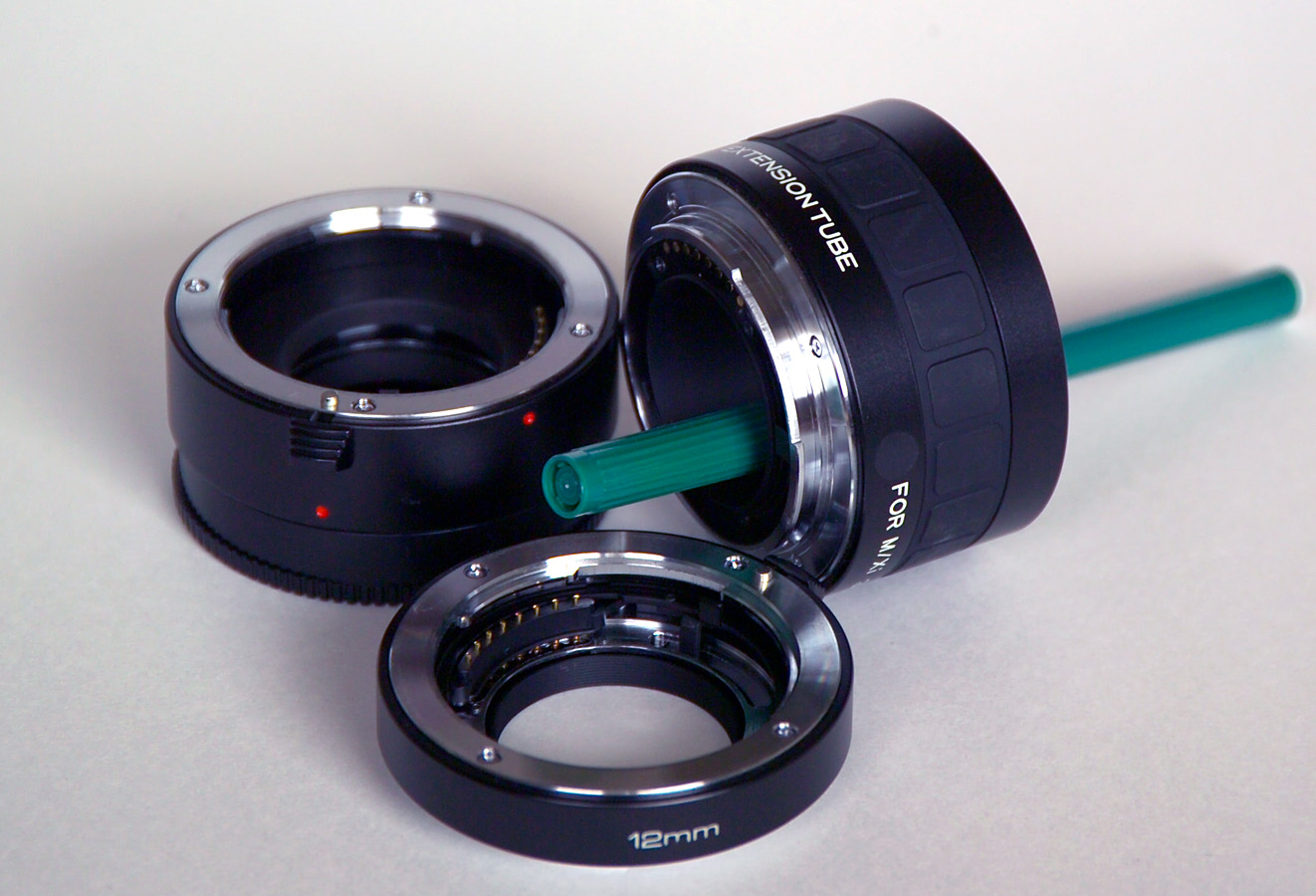
Zwischenringe

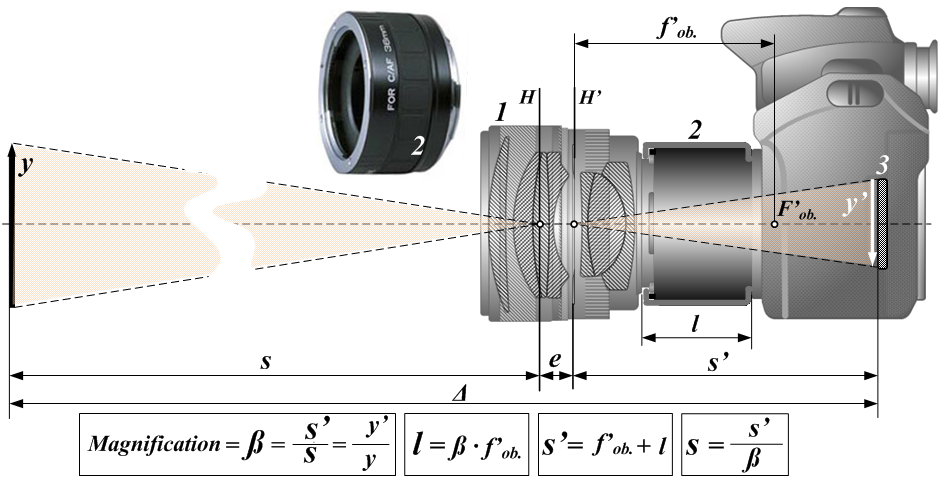
Optisches Schema der Makro-Fotografie mit Zwischenring

Zwischenringe sind eine Alternative zum Balgengerät. Sie arbeiten nach demselben Prinzip, allerdings ist der Einstellbereich durch die festgelegte Länge beschränkt. Zwischenringe werden meist in Sätzen mit drei unterschiedlichen Längen angeboten, die untereinander kombinierbar sind. Vorteilhaft ist, dass bei den meisten Kamerasystemen die Übertragung automatischer Objektivfunktionen möglich ist. Bei Balgengeräten ist die Übertragung insbesondere mechanischer Funktionen wegen der stufenlosen Verstellbarkeit sehr viel aufwendiger und teurer. Zwischenringe eignen sich besonders für Objektive mit Festbrennweite. Je nach Bauart kann es mit Zoomobjektiven Probleme mit dem Fokussieren geben. Auch lässt sich sehr gut der Mindestabstand von Teleobjektiven verringern. Dies erlaubt einen hohen Abbildungsmaßstab bei gleichzeitig hohem Abstand zum Motiv, was besonders bei der Tierfotografie vorteilhaft ist.

### Nahlinsen

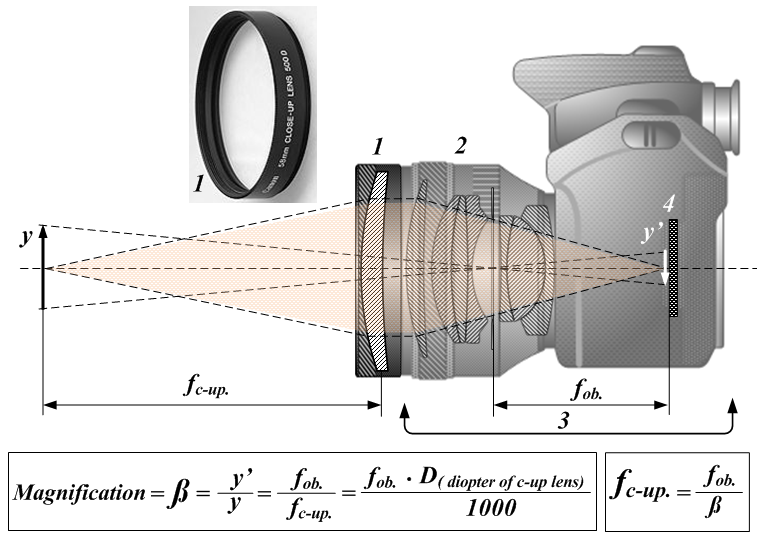
Optisches Schema der Makrofotografie mit Nahlinse

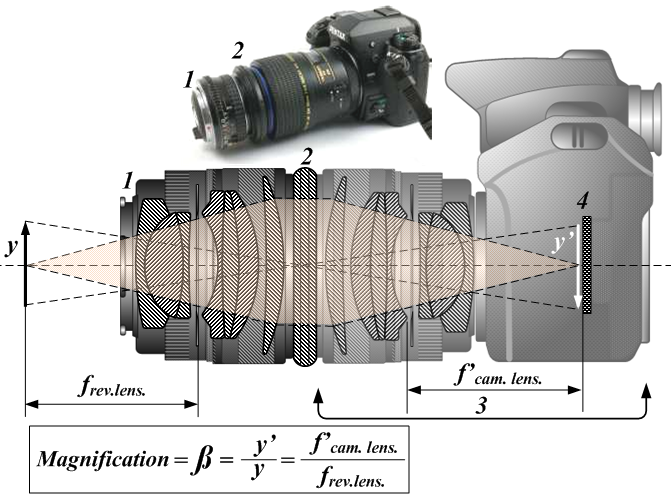
Optisches Schema der Makro-Fotografie mit umgekehrt vorgesetztem Objektiv.

Nahlinsen sind Objektivvorsätze, die in das Filtergewinde eines Objektivs eingeschraubt werden können. Die Stärke einer Nahlinse wird in Dioptrien angegeben. Im direkten Vergleich zu Makro-Objektiven ist die optische Qualität und der Benutzungskomfort in der Regel geringer. Hochwertige Nahlinsen sind als Achromat ausgeführt, für einige Makroobjektive gibt es auch speziell angepasste Vorsatzlinsen, die die Abbildungsleistung kaum verschlechtern. Auch Nahlinsen verlängern prinzipiell den Objektivauszug, aber nicht mechanisch, sondern durch Verkürzung der tatsächlichen Brennweite des eingesetzten Objektivs. Im Gegensatz zum Einsatz von Zwischenringen oder Balgengeräten muss keine Belichtungskorrektur berücksichtigt werden. Abbildungsmaßstäbe bis etwa 1:4 sind mit Nahlinsen in guter Qualität erreichbar, darüber hinaus lässt die Abbildungsleistung vor allem im Randbereich meist stark nach.
Mit Hilfe von Kupplungsringen bzw. Koppelringen lassen sich Fotoobjektive, bevorzugt lichtstarke, ungefähr symmetrische Typen wie eine Nahlinse einsetzen. Das als Nahlinse eingesetzte Objektiv sollte kompakt und leicht sein, beide Objektive sollten das Filtergewinde am feststehenden Tubus haben, weil mechanische Beschädigungen durch zu hohe mechanische Belastungen sonst nicht unwahrscheinlich sind.

### Retroadapter

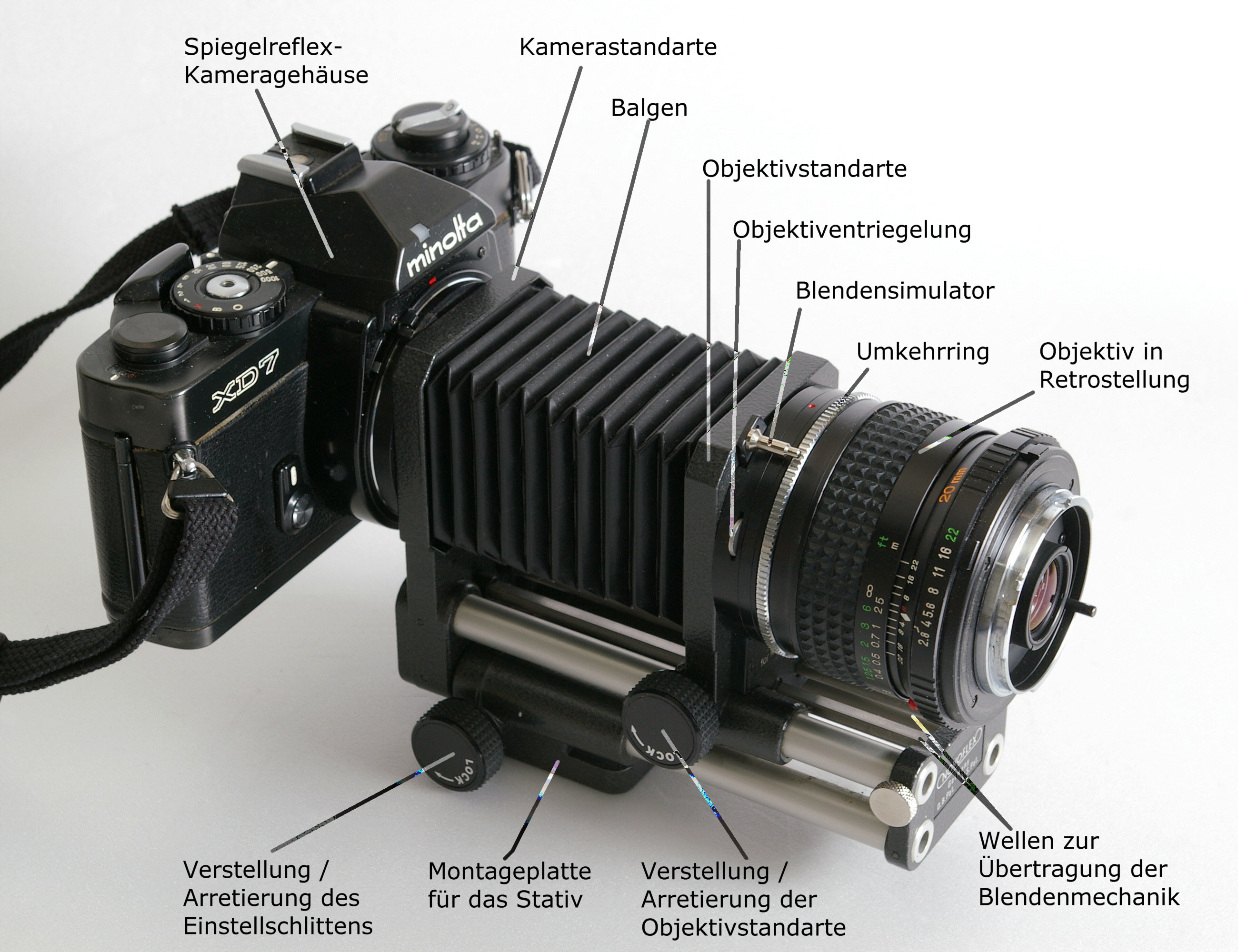
Weitwinkelobjektiv mit Retroadapter an einem Balgengerät montiert

Objektive in Retrostellung erlauben – ebenso wie Nahlinsen – Makrofotografie ohne aufwändige technische Ausrüstung. Benötigt wird ein Adapter, auch Umkehrring genannt, mit dem sich ein Wechselobjektiv verkehrt herum an den Objektivanschluss einer Spiegelreflexkamera ansetzen lässt.
Der Adapter wird auf der einen Seite in das Filtergewinde des Objektivs geschraubt und passt an der anderen Seite ins Bajonett oder den Schraubanschluss der Kamera. Dabei spielt es keine Rolle, ob das Objektiv zu einem anderen Bajonett gehört, da das Bajonett nicht mit der Kamera verbunden ist. Gut zu gebrauchen sind Objektive, die über manuelle Einstellmöglichkeiten der Blende verfügen. Möglich sind dann – je nach Objektiv, man verwendet vor allem Normal- und Weitwinkelobjektive mit Festbrennweiten - Abbildungen um den Maßstab 1:1 und Vergrößerungen. Auch die Kombination mit Zwischenringen und Balgengeräten für besonders starke Vergrößerungen ist möglich.
Die Abbildungsqualität liegt bei einem Einzelobjektiv in Retrostellung oft höher als bei einem Objektiv, das in Normalstellung mit Zwischenringen oder Balgengerät verwendet wird, ist aber von der Konstruktion des Objektivs abhängig. Von Vorteil ist, dass mit einem Objektiv in Retrostellung ein recht großer Abstand zwischen Motiv und Kamera eingehalten werden kann, er entspricht in etwa dem Abstand zwischen Filmebene und rückwärtiger Kameralinse bei normal eingesetztem Objektiv (Auflagemaß) und liegt somit bei Objektiven für Kleinbild-Spiegelreflexkameras je nach Hersteller bei ca. 4–5 cm. Nachteilig ist der Verlust fast aller Automatikfunktionen der Kamera (bei einigen Kameras lässt sich dennoch die A-Belichtungsautomatik (Zeitautomatik/Blendenpriorität) einsetzen), sofern kein kostenintensiver Spezialadapter zur Verfügung steht: Blendenstellung und Springblende müssen von Hand bedient werden, fokussiert wird durch Vor- und Rückbewegung der Kamera oder Balgenverstellung. Außerdem liegt die empfindliche Mechanik der Objektivrückseite frei. Für vollständig elektrisch gesteuerte Objektive werden Adapter angeboten, die alle Automatikfunktionen für die Blendensteuerung erhalten.

### Makroskope

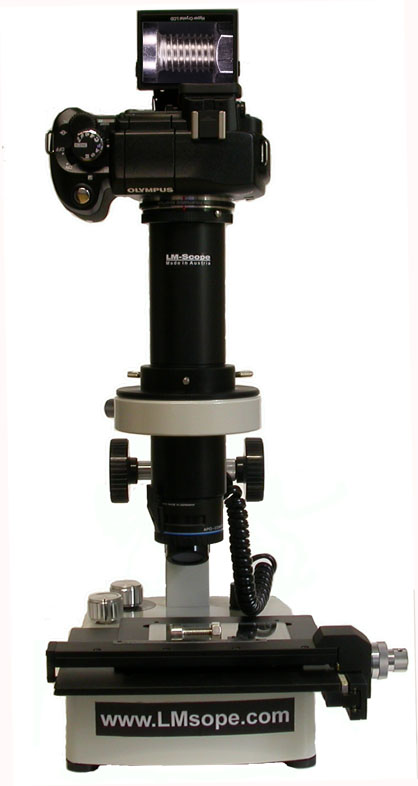
LM-Digital-Mikro-
Makroskop für digitale Spiegelreflexkameras und digitale Kompaktkameras

Makroskope funktionieren wie ein zusammengesetztes Lichtmikroskop, sie sind jedoch für größere Objekte und geringere Vergrößerungen ausgelegt als typische Lichtmikroskope. Im Gegensatz zu Stereomikroskopen haben sie nur einen, und zwar einen zentrischen Strahlengang mit einer variablen Irisblende. Sie eignen sich ideal für anspruchsvolle Fotografie von kleinen Objekten bei relativ großem Arbeitsabstand. Die Makroskope sind aufgrund ihres Designs spezielle Auflicht-Fotomikroskope für niedrige Vergrößerungsbereiche. Sie zählen nicht zu den klassischen Stereomikroskopen, da sie keine zwei Strahlengänge beinhalten. Oft werden diese Geräte für die Beobachtung auch mit Binokulartuben ausgestattet, um eine bequeme Beobachtung zu ermöglichen, so dass sie äußerlich einem Stereomikroskop ähneln. Der Abbildungsmaßstab reicht von 1:2 bis 100:1 mit einem Arbeitsabstand von ungefähr 150 mm bis 30 mm. Sie sind immer mit einer variablen Irisblende versehen, um die optimale Schärfentiefe zu steuern. Im Gegensatz zu Stereomikroskopen ist die Abbildungsqualität höher und der Abbildungsmaßstab veränderbar, ein räumlicher Bildeindruck („Stereo-Effekt“) ist jedoch nicht möglich.

## Nahbereichsformeln
Die Formel für die Lichtstärke eines Objektivs gilt für Objekte im Unendlichen und muss für den Makrobereich modifiziert werden. Denn nähert man die Kamera dem Objekt so wird dieses größer und damit lichtschwächer abgebildet.
Für das Abbildungsverhältnis 1:1 (oder auch A=1; siehe Linsengleichung) ist die Bildentfernung genau doppelt so groß wie die Brennweite und die Leuchtstärke des Bildes sinkt auf ein viertel. Näherungsweise kann man in der Makrofotografie in den Formeln für Lichtstärke und Bildwinkel die Brennweite f durch die Bildweite b ersetzen. In der Tabelle ist dieser Unterschied von effektiver Lichtstärke, und effektiver Bildwinkel übersichtlicher mit dem Vergrößerungsfaktor A angegeben:
| Entfernung ∞                                                                  | Nahbereich |
| ----------------------------------------------------------------------------- | --- |
| nominale Lichtstärke {\displaystyle \displaystyle L={\frac {D}{f}}}           | effektive Lichtstärke {\displaystyle \displaystyle L_{\mathrm {eff} }={\frac {D}{b}}=L{\frac {1}{A+1}}}                                                    |
| Bildwinkel: {\displaystyle 2\cdot \arctan \left({\frac {d}{2\cdot f}}\right)} | effektiver Bildwinkel: {\displaystyle 2\cdot \arctan \left({\frac {d}{2\cdot b}}\right)=2\cdot \arctan \left({\frac {d}{2\cdot f\left(A+1\right)}}\right)} |

Aus den effektiven Werten abgeleitete Größen – wie die zur korrekten Belichtung erforderliche Belichtungszeit, die sich aus der effektiven Lichtstärke und der Motivhelligkeit ergibt – erhalten ebenfalls den Zusatz „effektiv“, in diesem Fall effektive Belichtungszeit. Sie ergibt sich aus der Belichtungszeit B (nicht der effektiven) durch {\displaystyle B_{\text{eff}}=B\cdot \left(A+1\right)^{2}}

## Makroaufnahme

### Gestaltung
Bei der Gestaltung von Makrofotografien ist zu berücksichtigen, dass die Schärfentiefe im Nahbereich sehr klein wird. Starkes Abblenden vergrößert zwar den Schärfebereich, jedoch kommt es dabei durch Beugungseffekte leicht zu einer Minderung der Allgemeinschärfe. Die Wahl der Schärfenebene am Objekt bestimmt somit maßgeblich den gestalterischen Gesamteindruck. Bei unbewegten Aufnahmeobjekten erlaubt Focus stacking eine Vergrößerung des Schärfebereichs.

### Beispiele

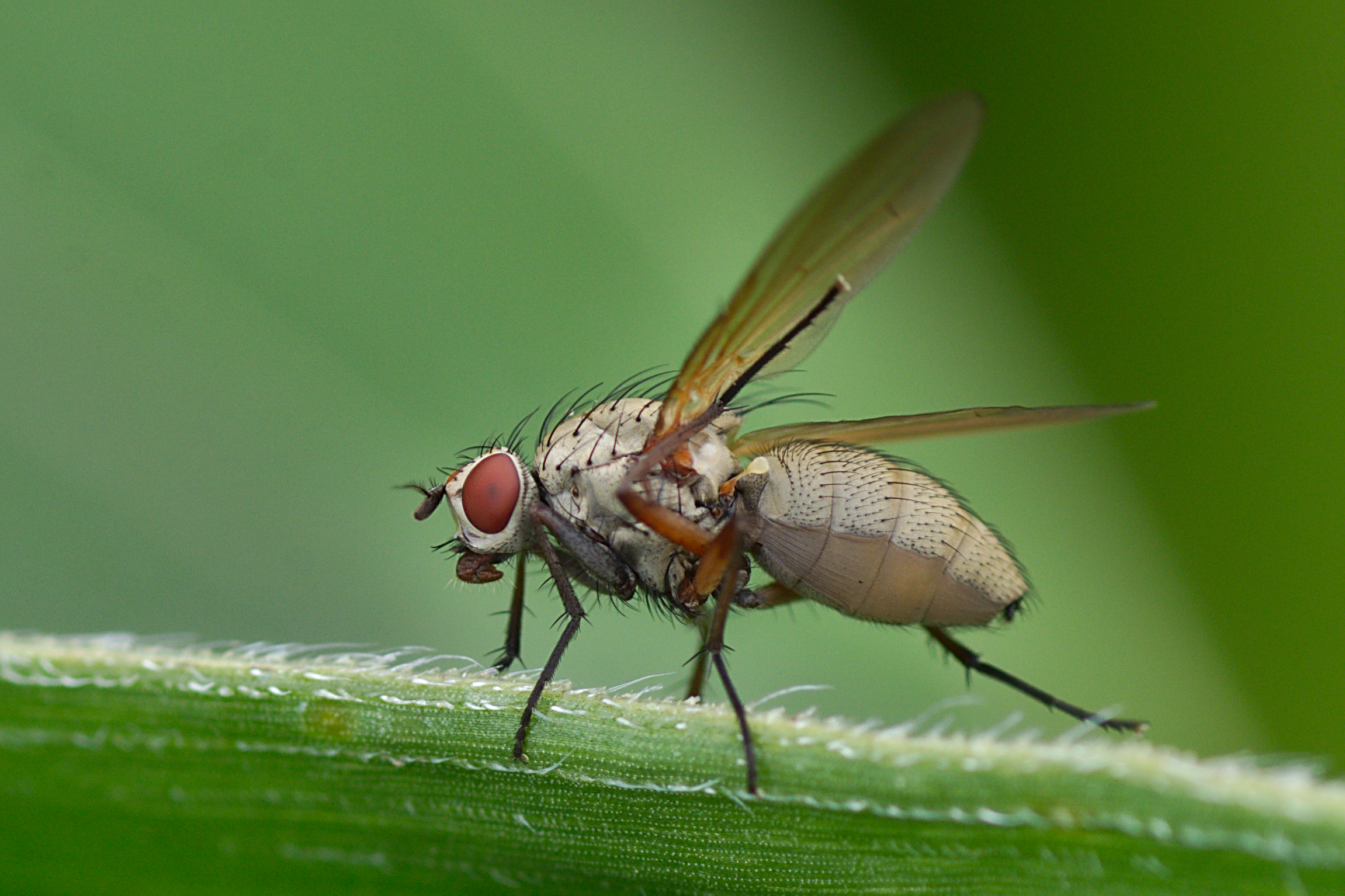
Schnappschuss einer Fliege (Brachycera)
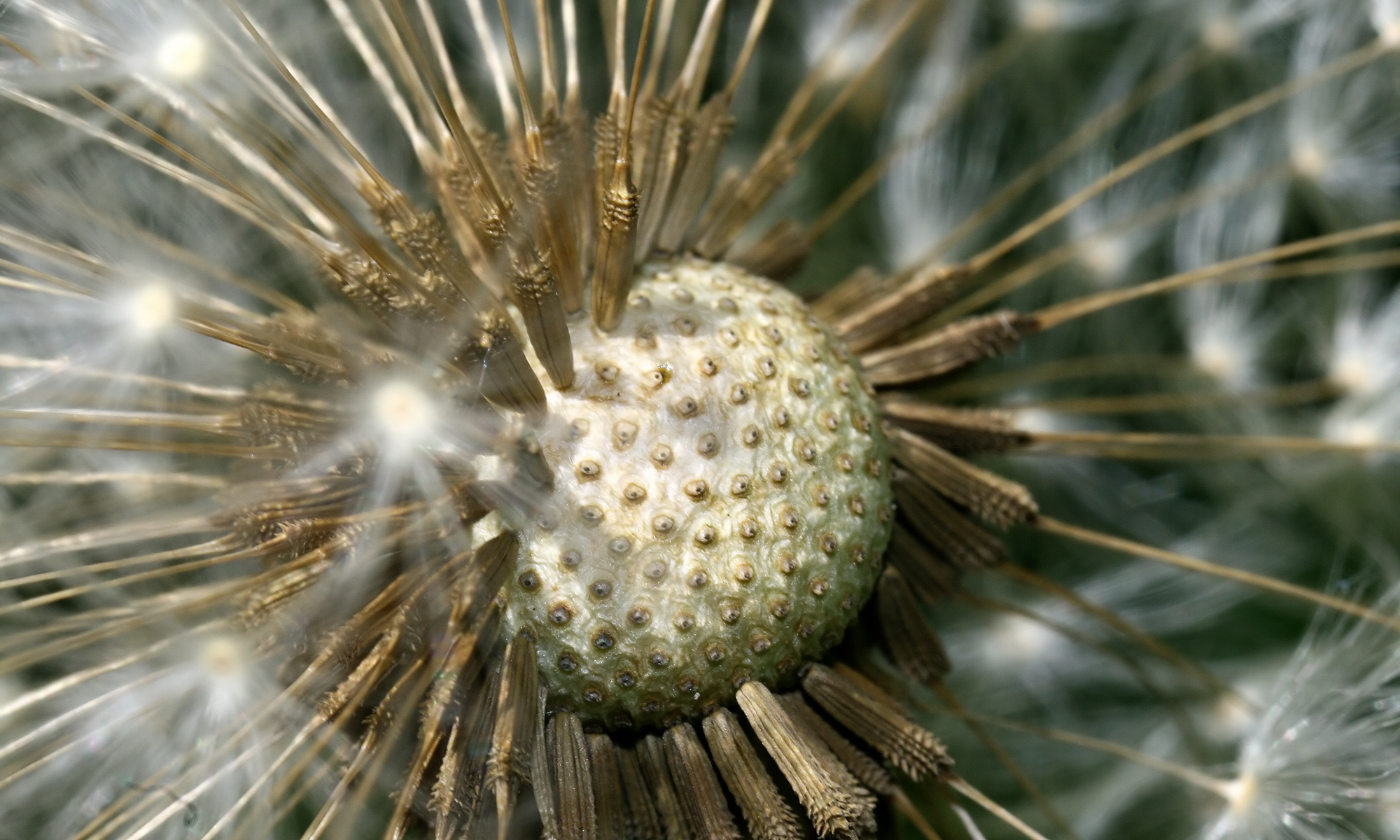
Samen am Fruchtkorb
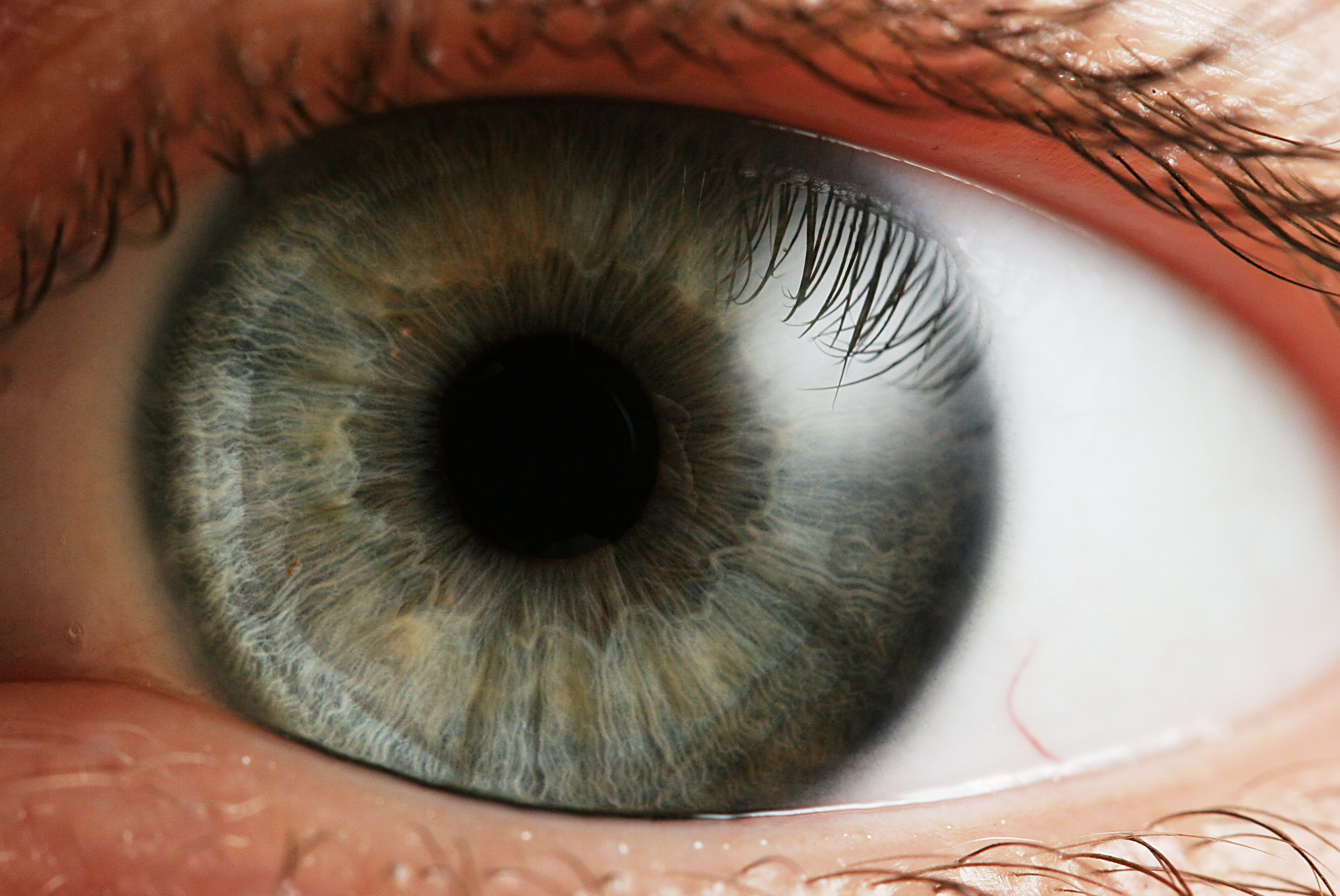
Menschliches Auge
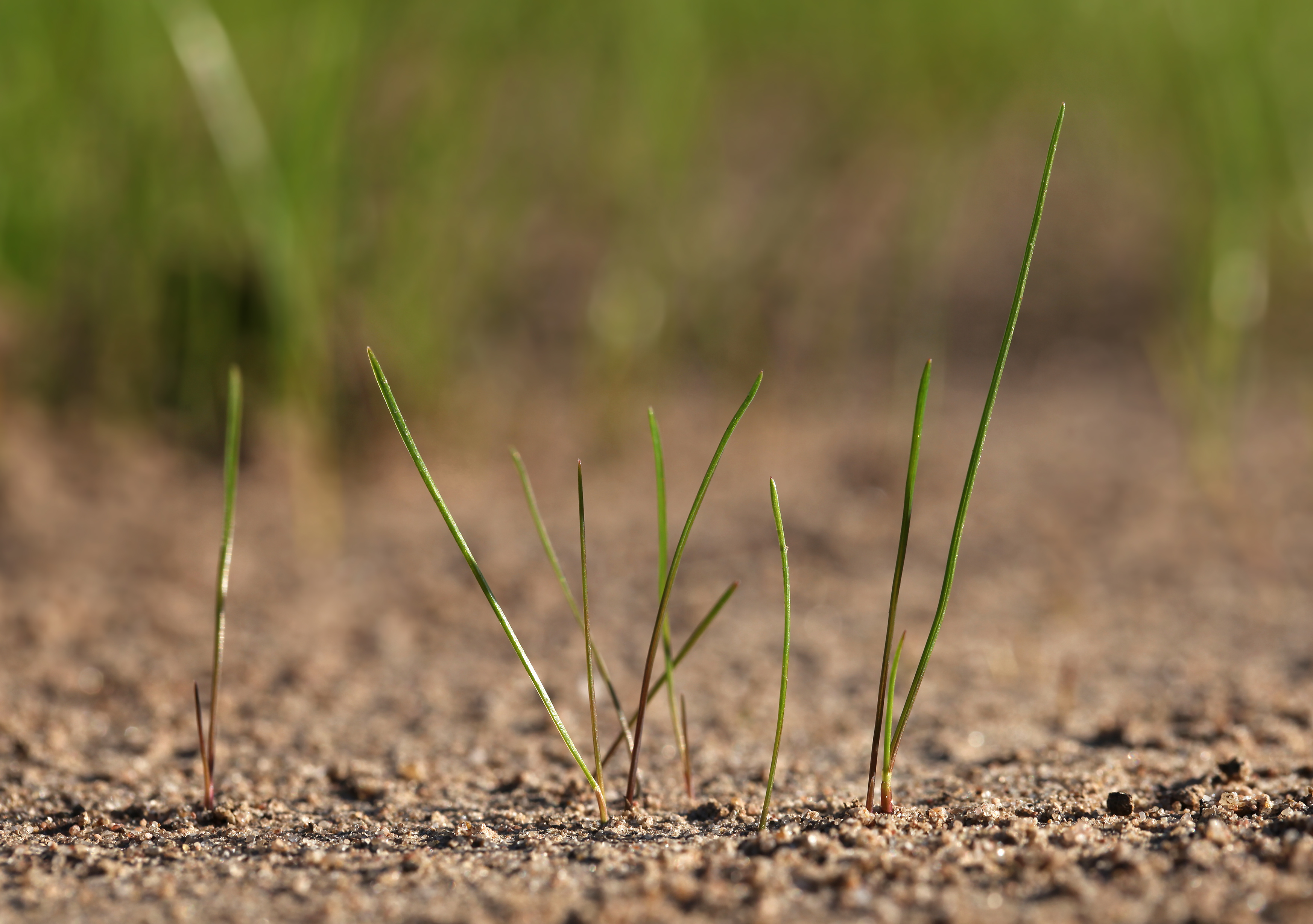
Junge Graspflanzen
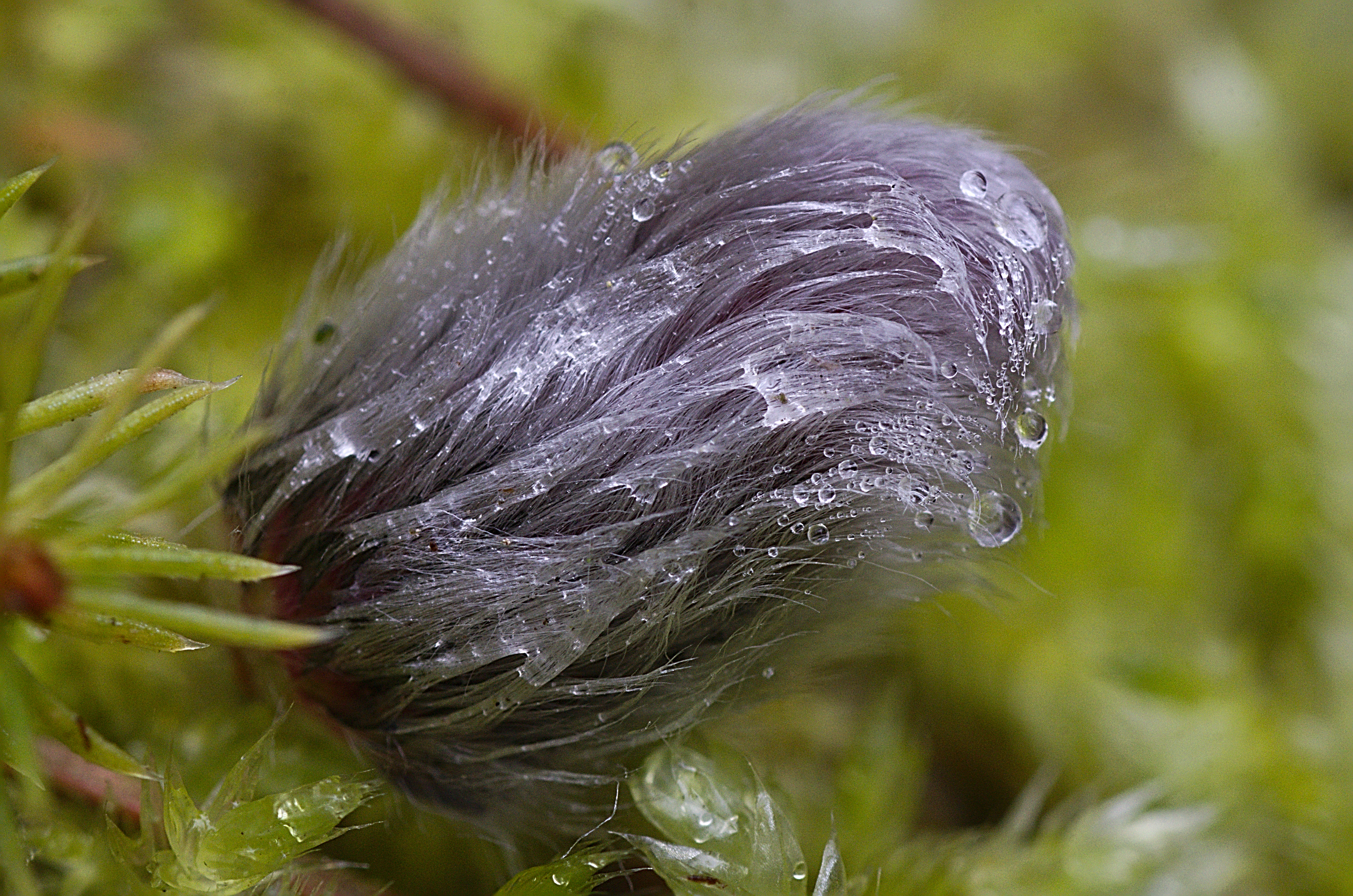
Blütenkätzchen im Regen
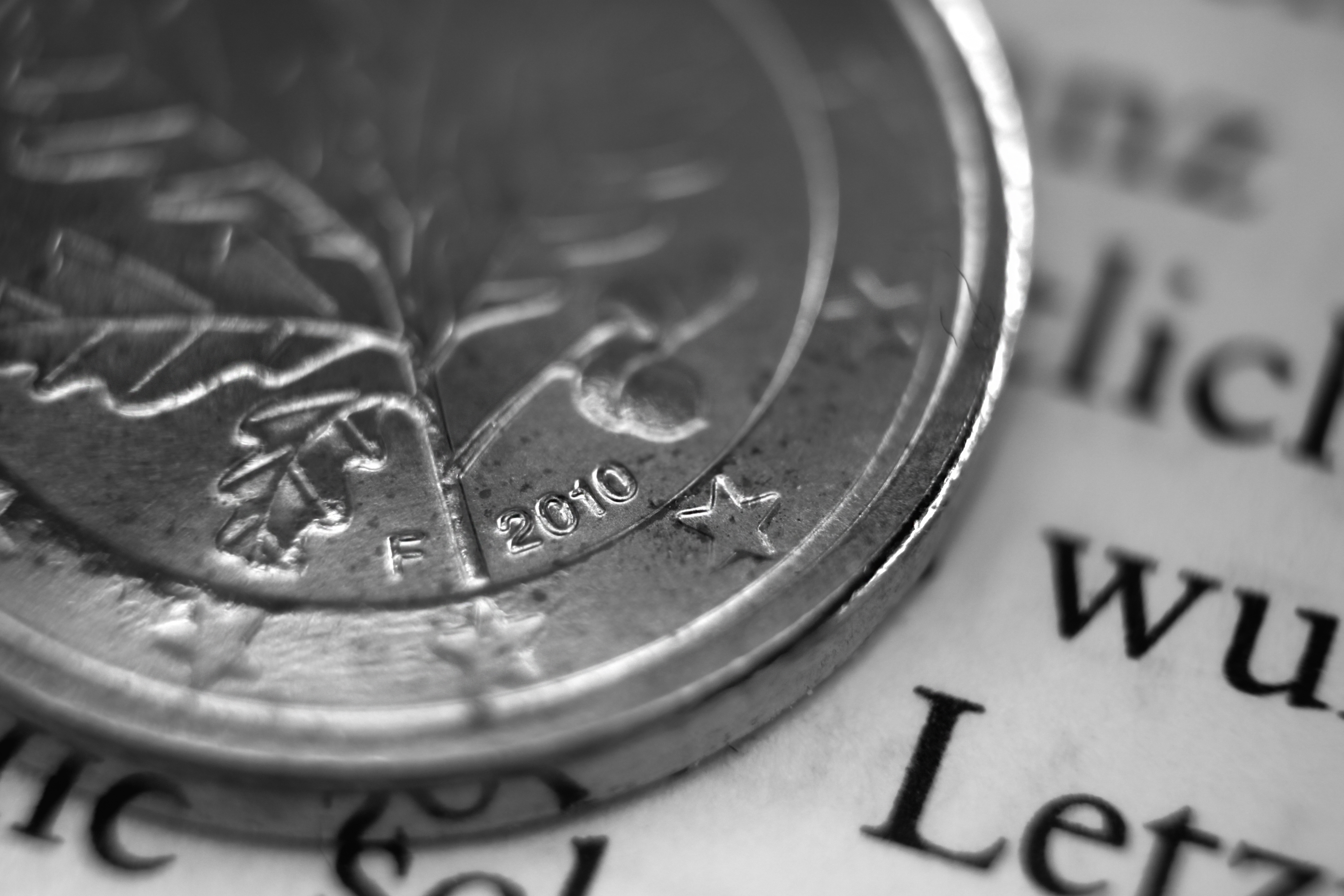
Euro-Cent
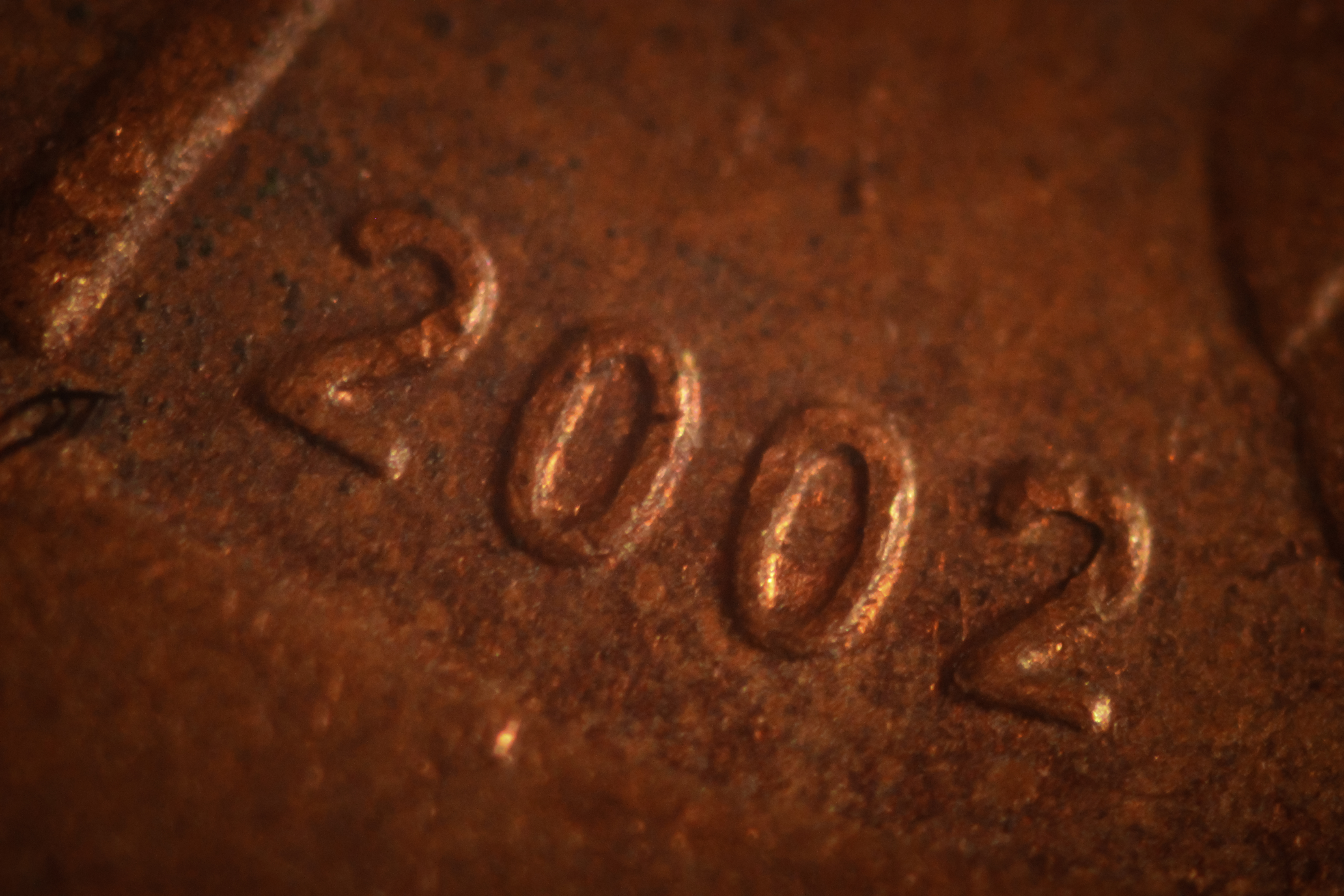
Jahreszahl auf einem Cent-Stück, Ultra-Makro
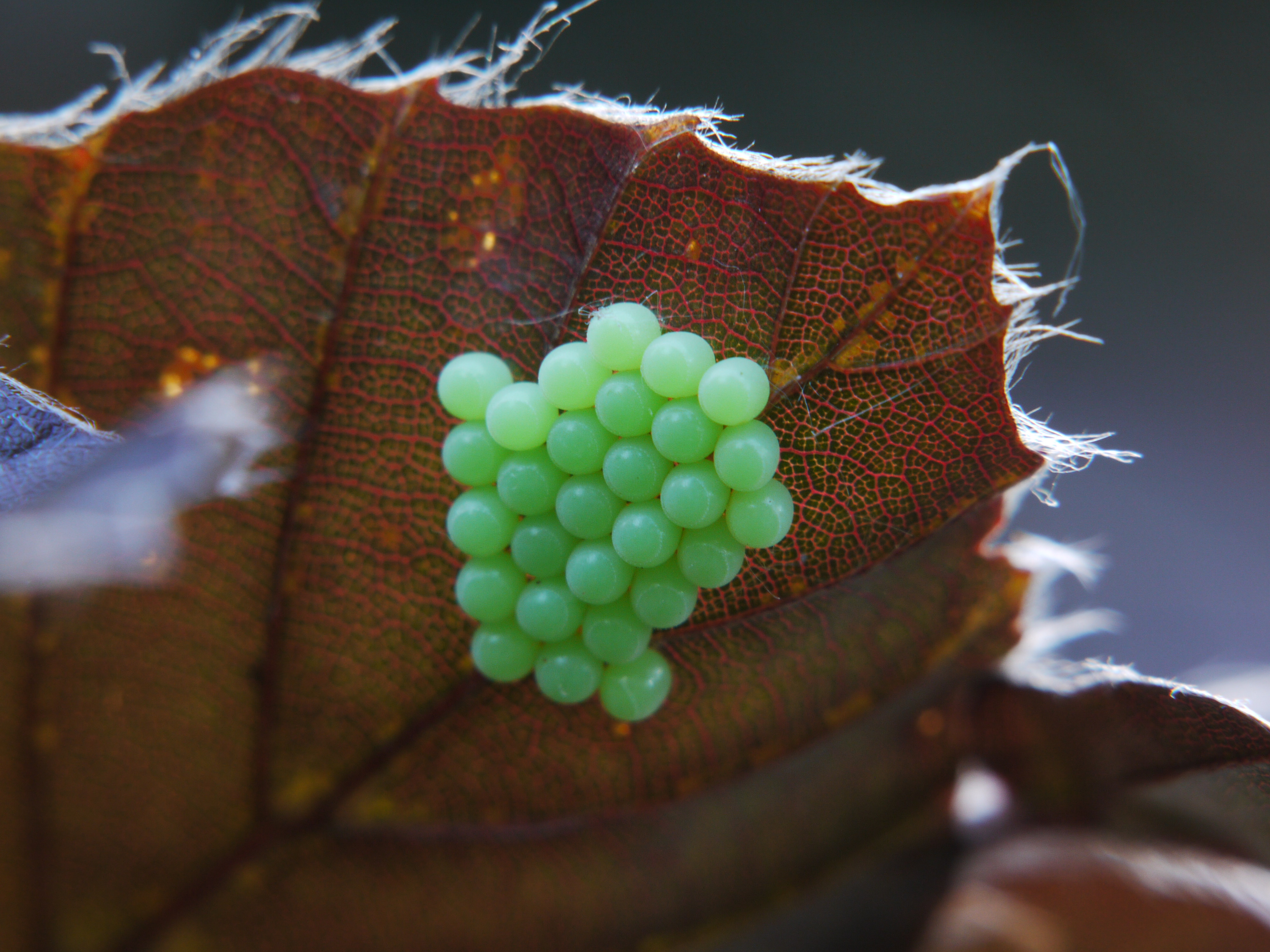
Baumwanzengelege auf einem Blutbuchenblatt; Nahlinse
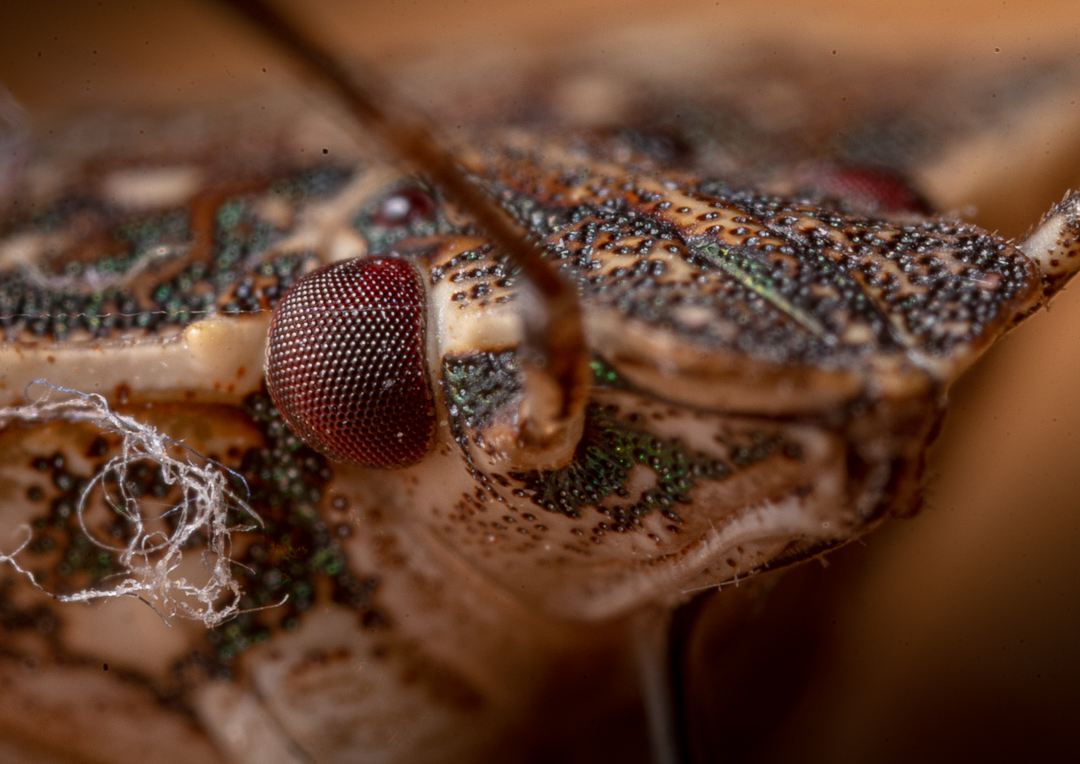
Kopf einer Baumwanze im Maßstab 1:8